# Talsperre Genale Dawa III
Die Talsperre Genale Dawa III ist eine Talsperre mit Wasserkraftwerk in der Verwaltungsregion Oromia, Äthiopien; sie befindet sich ungefähr 630 km südöstlich der Hauptstadt Addis Abeba. Die Talsperre staut den Genale zu einem Stausee auf. Sie dient in erster Linie der Stromerzeugung und zusätzlich der Bewässerung. Die Talsperre und das zugehörige Kraftwerk sind im Besitz der Ethiopian Electrical Power (EEP) und werden auch von EEP betrieben.

## Geschichte
Erste Machbarkeitsstudien für das Projekt wurden ab 2003 von Lahmeyer International durchgeführt; der Abschlussbericht dazu wurde im August 2007 erstellt. Der Vertrag zur Errichtung der Talsperre und des Kraftwerks wurde am 23. September 2009 unterzeichnet. Mit den Arbeiten an der Baustelle wurde im März 2011 begonnen. Die Errichtung des Staudamms dauerte von Januar 2013 bis zum September 2016. Der Einstau des Stausees sollte im Februar 2017 beginnen; er verzögerte sich aber bis Ende Februar 2019, bis die Umsiedlung und die damit verbundenen Entschädigungsforderungen abgeschlossen waren. Am 4. Februar 2020 wurde das Kraftwerk offiziell durch den Ministerpräsidenten Abiy Ahmed eingeweiht.

## Absperrbauwerk
Das Absperrbauwerk ist ein CFR-Damm mit einer Höhe von 110 m. Die Länge der Dammkrone beträgt 426 (bzw. 456) m. Die Breite des Staudamms liegt an der Basis bei 450 m. Das Volumen des Bauwerks beträgt 3,22 Mio. m³. Der Staudamm verfügt über eine Hochwasserentlastung, die sich auf der linken Flussseite befindet; über sie können maximal 1880 m³/s abgeleitet werden.
Während der Bauzeit wurde ein Umleitungstunnel (Länge 500 m, Höhe 9 m, Breite 7 m, Kapazität 813 m³/s) angelegt, um das Wasser des Genale abführen zu können.

## Stausee
Beim normalen Stauziel von 1120 m erstreckt sich der Stausee über eine Fläche von rund 115 km² und fasst 2,5 (bzw. 2,57) Mrd. m³ Wasser.

## Kraftwerk
Das Kraftwerk ging im Februar 2020 mit der ersten Maschine in Betrieb; die zweite Maschine folgte im März 2020. Die installierte Leistung des Kraftwerks beträgt 254 MW; jede der drei Francis-Turbinen leistet maximal 84,7 MW. Die durchschnittliche Jahreserzeugung wird mit 1,64 Mrd. kWh angegeben.
Das Kraftwerk liegt ungefähr 12 km südöstlich der Talsperre. Ungefähr 600 m flussaufwärts der Talsperre befindet sich der Wassereinlass auf der linken Flussseite. Von dort führt ein Tunnel (Länge 12,4 km, Durchmesser 8,1 m) zunächst zu einem Wasserschloss; ein senkrechter Schacht (Tiefe 188 m) und eine Druckrohrleitung leiten das Wasser dann zur Maschinenhalle, die sich in einer unterirdischen Kaverne (Länge 60 m, Höhe 41 m, Breite 20 m) befindet. Nachdem das Wasser die Turbinen passiert hat, leitet ein Tunnel (Länge 768 bzw. 820 m) und danach ein Kanal (Länge 480 m) das Wasser zurück zum Fluss.
Die Leistungstransformatoren befinden sich in einer unterirdischen Kaverne flussabwärts der Maschinenhalle; mit ihnen wird die Generatorspannung auf 230 bzw. 400 kV hochgespannt. Der erzeugte Strom wird über 295 km lange Freileitungen zu einem Umspannwerk abgeführt, über das der Anschluss an das äthiopische Stromnetz besteht; die Anbindung an das äthiopische Stromnetz erfolgte im Februar 2020.

## Sonstiges
Die Gesamtkosten für das Projekt werden mit 451 Mio. USD angegeben. Nach Abschluss der Machbarkeitsstudien im Mai 2009 waren die Kosten auf 337 Mio. USD geschätzt worden. Der Großteil der Finanzierung (326 Mio. USD) erfolgte durch die chinesische Exim Bank. Die Talsperre wurde durch die China Gezhouba Group Co. errichtet. Die Turbinen und Generatoren wurden von der Dongfeng Electric Co. geliefert und installiert.
Zusätzlich zur Stromerzeugung soll die Talsperre der Bewässerung von bis zu 15.000 ha Land dienen.